# Euptera mirifica
Euptera mirifica es una especie de  Lepidoptera, de la familia Nymphalidae,  subfamilia Limenitidinae, tribu Adoliadini, pertenece al género Euptera.

## Localización
Esta especie de Lepidoptera se encuentra localizada en el noreste de Zaire (África).